# Dalmacianismo

Escudo de Armas de Dalmacia.

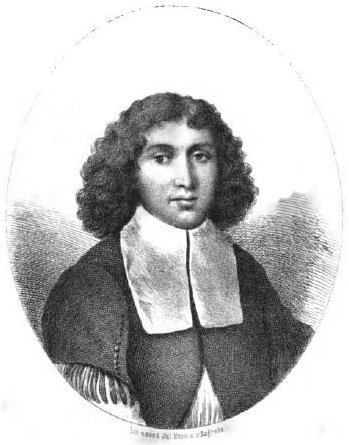
Jerolim Kavanjin, poeta dálmata y quien apoyó la idea del Dalmacianismo.

El Dalmacianismo o Nacionalismo dálmata se refiere a la ideología nacionalista de carácter patriótica de los dálmatas y su cultura en oposición a otros movimientos nacionalistas con base étnica. Si bien existieron importantes nacionalistas dálmatas durante el siglo XIX, el movimiento regionalista dálmata fue extinguiéndose en el tiempo a favor de nacionalismos de base étnica.

## Orígenes
El poeta dálmata del siglo XVII Jerolim Kavanjin exhibió por primera vez la idea del "Dalmacianismo", identificándose a sí mismo como un "dálmata" y llamando a su tierra natal "Dalmacia" su patria natal, lo cual es interpretado por John Fine no como la noción de un sentimiento nacionalista, sino como una idea opuesta al paneslavismo que comenzaba a crecer en la región.

## Historia

### Imperio austro-húngaro
Durante la incorporación de Dalmacia a la corona de Austria, el Partido Autonomista de Dalmacia rechazo y opuso a los planes austriacos de unir la provincia de Dalmacia a Croacia. Su plan era apoyar una Dalmacia autónoma basada en la asociación multicultural de las diferencias etnias presentes en Dalmacia (croatas, serbios e italianos) uniéndoles como dálmatas.
El Partido Autonomista fue acusado de ser en realidad un movimiento pro-italiano dada su defensa de los derechos de la etnia italiana en Dalmacia. A ello se unía el tema de que el nombre de "Dalmacia" la vinculada históricamente con la "Dalmatia" histórica y como tal que hacía parte de las tierras de la Roma antigua. También, el apoyo de una autonomía para Dalmacia tenía una profunda cimentación histórica en la identidad de la cultura dálmata y sus conexiones con la cultura occidental, vía influencia veneciana (italiana) y de la influencia oriental (de base sudeslava). Tal punto de vista era apoyado por el pensador y autonomista dálmata Stipan Ivičević.
El Partido Autonomista se opuso a que se le asociara como un movimiento en favor de los italianos, y mantenía que este movimiento simpatizaba con un gran sentido de heterogeneidad entre los dálmatas, en contraposición al nacionalismo étnico de los pueblos eslavos de los Balcanes.
En las elecciones de 1861, los autonomistas ganaron 27 asientos en Dalmacia, mientras que los nacionalistas croatas, el Partido Popular, ganó sólo 14 asientos.

### Reino de Yugoslavia
El asunto de una Dalmacia autónoma fue largamente debatido antes de la creación del Estado de los eslovenos, serbios y croatas, posterior Reino de los eslovenos, serbios y croatas, y luego Reino de Yugoslavia en 1918, debido a las divisiones internas entre las diferentes propuestas por una Dalmacia autónoma sobre las propuestas para fusionar la región con los territorios que componían el anterior Reino de Croacia-Eslavonia. Varias propuestas para la autonomía de Dalmacia dentro de Yugoslavia fueron hechas por los dálmatas a los Partisanos Yugoslavos durante la Segunda Guerra Mundial, sin embargo dichas propuestas tuvieron una fuerte oposición por parte de los comunistas croatas, y las propuestas fueron posteriormente abandonadas.

## Movimientos políticos
Acción Dálmata/Partido Nacional Dálmata
Fueron partidos políticos que apoyaron la idea de una autonomía para Dalmacia dentro de Croacia en los años 90 del siglo pasado.
Partido de Acción Nacional de Dalmacia
El Partido de Acción Nacional de Dalmacia (en croata: Dalmatinska Nacionalna Stranka, en dálmata, Partito Nasionale Dalmata) es un movimiento político en Croacia (que a pesar de su nombre, no está registrado como un partido político), el cual promueve la resurrección del dálmata como idioma, y la creación de una región autónoma de Dalmacia en el sur de la histórica Dalmacia y en la región insular de Quarnaro.
Comunidad nacional dálmata (Dalmatinska Nacionalna zajednica , Comunità nazionale della Dalmazia)